# Архангельская церковь (Кепинский)
Архангельская церковь (церковь Михаила Архангела) — бывший православный храм в станице Кепинской Области Войска Донского, ныне хутор Кепинский Волгоградской области.

## История
В начале XVIII века в Кепинской станице была деревянная часовня во имя Архистратига Михаила. Но по распоряжению митрополита Воронежского Пахомия, изданному в 1718 году, велено было в тех казачьих городках, где имеются часовни, «прирубать» к ним алтари и трапезы. Так станичная часовня была заменена в 1735 году деревянной церковью, построенной к 1741 году. За ветхостью этой церкви в 1787 году была сооружена новая деревянная церковь, сгоревшая 17 августа 1794 года от удара молнии. Новая церковь из дубового леса с такой же колокольней, покрытые листовым железом была построена в 1801 году на средства прихожан. В 1887 году здание церкви было перемещено в другое место на расстояние шестидесяти саженей.
В храме было два престола: главный — во имя Архистратига Михаила, другой — во имя святителя и чудотворца Николая. По штату в ней работало два священника, дьякон, два псаломщика и просфорня. Церковных домов не имелось, храмовый причт проживал в собственных домах, а псаломщик на съёмной квартире. Церкви принадлежали три церковно-приходских школы и церковная караулка — все деревянные на каменных фундаментах, крытые железом, а также школьные здания с квартирами для учителей. Из церковной утвари в церкви имелись: Святое Евангелие 1745 года, дискос и звездица серебряные 1765 года, ковчег серебряный 1781 года и небольшой серебряный крест с частицами святых мощей. Этот крест был отбит у французов во время Отечественной войны 1812 года и пожертвован храму казаком Блиновым.
Расстояние от храма до консистории составляло 390 верст. Ближайшие церкви находились: в станице Скуришевской — в 7 верстах, в станице Арчадинской — в 9 верстах, в хуторе Зимняцком — в 20 верстах. Хутора прихода: Подгорный, Прудновский, Барышников, Прудковский, Ореховский, Баерацкий, Княжинский, Сальский, Куриный, Демочкин, Назаровский, Игнатьевский, Марочкин, Головской и Чахаткин.
После Октябрьской революции храм был уничтожен.
В государственном архиве Волгоградской области имеются документы, относящиеся к Архангельской церкви станицы Кепинской.